# Jakob Reimer (SS-Mitglied)
Jakob Reimer, auch Jack Reimer (* 6. November 1918 in Friedensdorf; † 3. August 2005 in Fort Lee, New Jersey) war während des Zweiten Weltkrieges ein Soldat der Roten Armee und diente nach seiner Gefangennahme durch die deutsche Wehrmacht im Jahr 1942 als Hilfswilliger und gehörte zu den Hilfstruppen der SS. Nach dem Krieg emigrierte er in die USA und arbeitete dort als Verkäufer und Restaurantmanager.

## Leben
Er wurde als Sohn von Mennoniten geboren. Reimer studierte Bibliothekswissenschaft, bevor er 1940 in die sowjetische Armee einberufen wurde. Als Deutschland 1941 in die Sowjetunion einmarschierte, wurde Reimer von deutschen Truppen am 6. Juli 1941 gefangen genommen. Zwei Monate später wurde er als Volksdeutscher in das Zwangsarbeitslager Trawniki verbracht, wo er zur SS-Hilfskraft ausgebildet wurde. Sein Personalbogen führte ihn dort mit der Nummer 865. Reimer wurde im Dienst der SS vier Mal befördert.
Für Reimers Zeit als Hilfswilliger in Trawniki erhoben amerikanische Behörden gegen ihn die Anklage in mehreren Punkten: Er habe im Winter 1941/42 an einer Massenermordung einer Gruppe jüdischer Gefangener in Wäldern in der Nähe des Lagers in Trawniki teilgenommen, er sei zudem 1942 an der Deportation von Juden des Ghettos in Częstochowa und des Ghettos in Lublin, im Jahre 1943 an der Räumung des Warschauer Ghettos beteiligt gewesen.
Reimer behauptete, die angeordnete Erschießung bei Trawniki verschlafen zu haben und deswegen dort zu spät eingetroffen zu sein. Er räumte ein, einen Mann nach dessen Bitte um einen Gnadenschuss erschossen zu haben, was später ausschlaggebend für seine Ausbürgerung war.
Am 19. Februar 1944 wurde Reimer nach eigenen Angaben unfreiwillig nach Deutschland eingebürgert, auf dem Rückzug vor der Roten Armee wurde seine Einheit nach Dresden verlegt. Der Kommandant des SS-Ausbildungslagers Trawniki Karl Streibel beförderte Reimer am 17. April 1945 zum SS-Oberzugwachmann, nachdem er ihn am 26. September 1944 für die Verleihung des Deutschen Kreuzes vorgeschlagen hatte.
1952 suchte er um ein Visum für die USA an und wurde am 28. April 1959 US-Staatsbürger. Während seiner Zeit in den USA arbeitete Reimer als Verkäufer und Restaurantmanager. Er lebte in Brooklyn. Nach seiner Pensionierung zog er nach Carmel und lebte bis zu seinem Tod in Fort Lee, New Jersey.
1980 wurde das erste Mal gegen Reimer im Zusammenhang mit dem Fall John Demjanjuk ermittelt. Im Zuge dieser Ermittlung wurden aber keine Fortschritte gemacht. Erst als 1992 die Sowjetunion zerfiel, machten Ermittler bedeutende Fortschritte. In diesem Jahr wurde vom Office of Special Investigations Anklage zur Ausbürgerung gegen Reimer erhoben. 1998 wurde diese vor einem Gericht verhandelt. Reimer wurde am 5. September 2002 aus den USA ausgebürgert. Er legte Berufung gegen seine Ausbürgerung ein. Am 27. Januar 2004 wurde das Urteil von einem Berufungsgericht (United States Court of Appeals) bestätigt. 2005 sollte  Reimer abgeschoben werden. Mit seiner Abschiebung nach Deutschland war er  einverstanden, verstarb aber vor dem Vollzug.